# Martina Konopová
Martina Konopová (* 8. April 1986 in Šumperk) ist eine ehemalige tschechische Freestyle-Skierin. Sie war auf die Disziplin Aerials (Springen) spezialisiert.
Konopová trat von 2008 bis 2010 vorwiegend am Europacup an und nahm in der Saison 2008/09 an fünf Freestyle-Skiing-Weltcups teil. Dabei erreichte sie in Mont Gabriel mit dem zehnten Platz ihre beste Platzierung. Zudem sprang sie bei den Olympischen Winterspielen 2010 in Vancouver auf den 21. Platz.